# Grzegorz z Nazjanzu Starszy
 Grzegorz z Nazjanzu zwany Starszym, cs. Swiatitiel Grigorij Starszij, jepiskop nazjanzskij (ur. 275-280 w Arianzie w Kapadocji, zm. 1 stycznia 374 w Nazjanzie) – mąż św. Nonny i ojciec świętych: Grzegorza, Gorgonii i Cezarego, biskup Nazjanzu, święty Kościoła katolickiego i prawosławnego.
Jego wspomnienie liturgiczne w Kościele katolickim obchodzone jest 1 stycznia lub 2 stycznia w zespół ze świętymi: Grzegorzem i Bazylim Wielkim.